# Johu
A Johu egy Yahoo-alapú magyar internetes kereső. A Johu a WebLib terméke, a magyar nyelv "értelmezéséhez" a MorphoLogic eszközeit alkalmazza.

## Története
A Johu 2009 júniusában indult el. Az egyik résztulajdonos elmondása szerint a kereső nem a Google-t akarta leelőzni, csak más típusú találatokat közzétenni. Már ekkor is volt oldalba illeszthető keresődoboza. 2010 elején a keresőben a fórumkeresés is elérhetővé vált. Ezután az év áprilisában a Facebook "like-olás" funkcióját is beleépítették a keresőbe, egy héttel a Facebook bejelentése után, miszerint bárki berakhat egy like gombot a weboldalába.

## Szolgáltatásai
A Johu tud a weben, a fórumokban, a tweetek között, képek között és hírek között keresni. Emellett a találatokat a Facebook like funkciójával "kedvelni" is lehet.